# أحمد مفدي
أحمد مفدي ( مواليد 11 نونبر 1948، غفساي ) أديب وشاعر مغربي، عضو باتحاد كتاب المغرب منذ عام 1973 بالإضافة لمنظمات وجمعيات أخرى عالمية.

## مساره ومناصبه
المسار التعليمي :
حاصل على دبلوم الدراسات العليا (دكتوراه السلك الثالث) في الآداب والعلوم الإنسانية من جامعة سيدي محمد بن عبد الله بفاس سنة ( 1975/1/1976). وفي سنة 1989/ 1990 حصل على دكتوراه الدولة في الآداب والعلوم الإنسانية من جامعة محمد الخامس بالرباط. 
في سنة 1974 حصل على الإجازة في العلوم القانونية.
المسار الأكاديمي :
أستاذ التعليم العالي، أشرف وأطَّر وناقش عشرات الدكاترة.
```
صدر له من البحوث :
```

1 ــ الشعر العربي في الصحراء المغربية جذوره التاريخية ظواهره وقضاياه في ثلاثة أجزاء
2 ــ تحقيق وتقديم ديوان الأبحُر الـمـَـعِـينية في بعض الأمداح المَعَيْـنية للشيخ الأديب النَّعمة ماء العينين في أربعة أجزاء... يُهيَّـأُ الآن للطبع 
3 ــ الـرِّحلة البغدادية (تسع ليالٍ في بغداد) تحت الطبع 
4 ــ شعراء النهضة وأعلام الفكر في صحراء المغرب (ما بين القرن السابع عشر والتاسع
```
عشر) تحت الطبع 
```

5 ــ مئات القصائد والمقالات التي نُـشـرتْ في المنابر الثقافية من ملاحق ومجلات داخل الوطن 
```
وخارجه 
```

(الدكتور أحمد مفدي هو المعني : بجائزة الشاعر العربي والناقد أحمد مفدي)
المسار الابداعي 
```
منْ دواوينه المطبُوعة :
```

- من قَفْـر السماء سنة 1969 (ضاع أو جمع من دار الطباعة) اعتمده الدكتور حامد النساج في كتابه الشعر السياسي بالمغرب.
- ديوان في انتظار موسم الرياح طبع سنة 1972 كان مقرراً بكلية الآداب بظهر المهراز بفاس طبع بمطبعة النهضة
- الوقوف في مرتفعات الصحو طبع سنة 1990 بمطبعة النجاح الجديدة : عيون المقالات
- صهيل العشق طبع سنة 1996 بدار البوكيلي بالقنيطرة 5 ــ ياريح الجنة هبي ديوان أهديته لروح الشهيد الفلسطيني طبع بمطبعة أنفو برانت بفاس
- قطوف الوجع الجزء الأول (شطحات الإفتاء)
- تأملات في تراتيل الناقة طبع سنة 2014 بمطبعة أنفو برانت بفاس
- ثورة الأموات طبع سنة 2015 بمطبعة أنبو برانت
- شطحات ديك الجن طبع سنة 2016 بوراقة مطبعة بلال
- هَـوْدَجُ الـعُـشَّـاق 2018 مطبعة بلال.
- ديوان : الفـطْـماء 2018 مطبعة بلال.
- أنَـا... مَـنْ أَكُـونْ....!؟. 2018
- لباسُ الشفوف. 2018 مطبعة بلال.
- سيدة الإشراق مطبعة دار الأمْنية بالرباط سنة 2015
- مَـقـامَـاتُ الـعَـاشِـقِـيـنَ يصدر بعد أيام إن شاء الله عن دار مطبعة بلال

المسار الجمعوي : 
- مؤسس ورئيس جمعية النهضة القروية التي لها شأن كبير بين الشباب
- رئـيس الاتحاد العام لطلبة المغرب بفاس
- أسس جمعات كثيرة رياضية واجتماعية وثقافية
- عضو في اتحاد كتاب المغرب منذ 1973
- عضو في منظمة الآداب الإسلامية العالمية

المسار السياسي 
- مسار طويل تاطيراً وتكويناً في جل المدن المغربية
- تحمل مسؤولية مفتش الحزب بفاس وعضو اللجنة المركزية أيام الزمن الجميل للسياسة
- انتخبَ نائباً لرئيس المجلس البلدي لمدينة فاس
- انْتُـخبَ رئيساً لجماعة زواغة الحضرية
- انتخب رئيساً للمجموعة الحضرية لبلديات فاس سنة 1992 حيث أسس في هذه الولاية ربيع فاس للشعر العربي
- نائب برلماني لأكثر من ثلاثة عقود

وما تخلّى يَـوْمـاً عن دوره الجامعي تأطيراً وتلقيناً وإبداعاً. 
أنتج ثلاثة برامج ثقافية لإذاعة فاس كان الأقوى والأكثر سماعاً آنذاك استمرت عشر سنوات 
وهي : 
1 ــ بيوتُ اللــه 
2 ــ هذا الكتاب 
3 ــ من أقوال العرب وكل برنامج استمر ما يزيد على ثلاث سنوات 

## مؤلفاته
- من قَفْـر السماء سنة 1969 (ضاع أو جمع من دار الطباعة) اعتمده الدكتور حامد النساج في كتابه الشعر السياسي بالمغرب.
- ديوان في انتظار موسم الرياح طبع سنة 1972 كان مقرراً بكلية الآداب بظهر المهراز بفاس طبع بمطبعة النهضة
- الوقوف في مرتفعات الصحو طبع سنة 1990 بمطبعة النجاح الجديدة : عيون المقالات
- صهيل العشق طبع سنة 1996 بدار البوكيلي بالقنيطرة
- ياريح الجنة هبي ديوان أهديته لروح الشهيد الفلسطيني طبع بمطبعة أنفو برانت بفاس
- قطوف الوجع الجزء الأول (شطحات الإفتاء)
- قطوف الوجع الجزء الثاني (رسائل الأموات إلى الأحياء) طبعا سنة 2016
- تأملات في تراتيل الناقة طبع سنة 2014 بمطبعة أنفو برانت بفاس
- ثورة الأموات طبع سنة 2015 بمطبعة أنبو برانت
- شطحات ديك الجن طبع سنة 2016 بوراقة مطبعة بلال
- هَـوْدَجُ الـعُـشَّـاق 2018 مطبعة بلال
- ديوان : الفـطْـماء. 2018 مطبعة بلال
- أنَـا... مَـنْ أَكُـونْ....!؟. 2018
- لباسُ الشفوف 2018. مطبعة بلال
- سيدة الإشراق مطبعة دار الأمْنية بالرباط سنة 2015

## وصلات خارجية
- أحمد مفدي على موقع أرشيف الشارخ.